# Mitología maorí

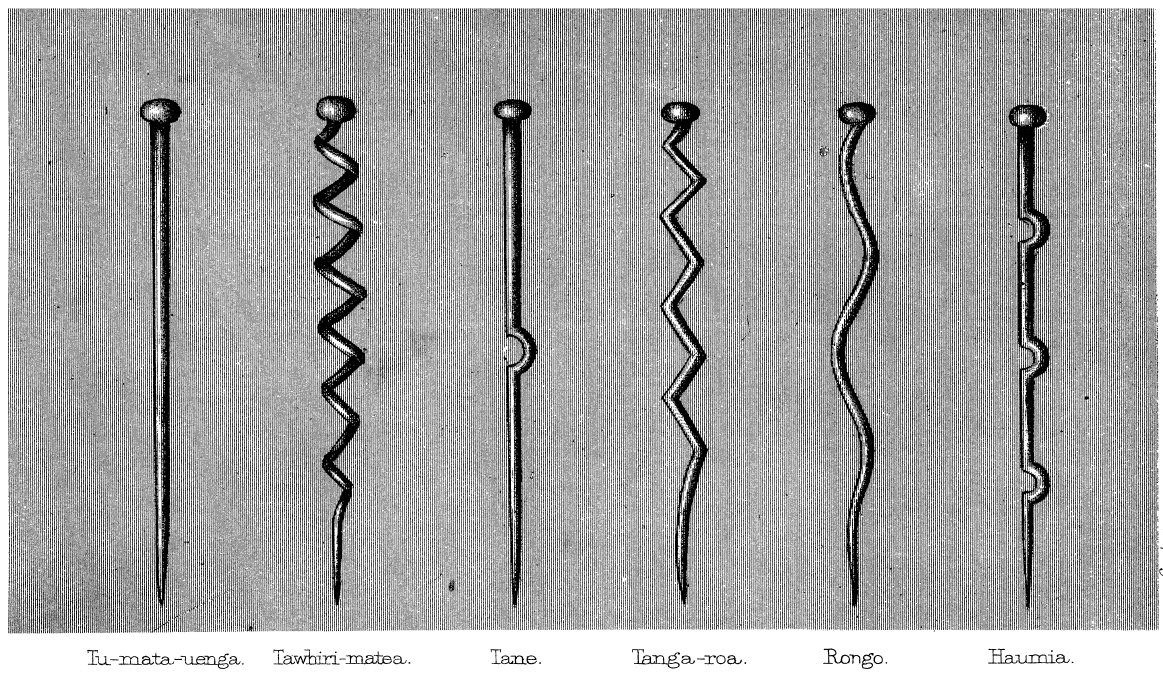
Los seis principales dioses departamentales maoríes representados en bastones de madera: de izquierda a derecha, Tūmatauenga, Tāwhirimātea, Tāne, Tangaroa, Rongo, y Haumia.

La mitología maorí y las tradiciones maoríes son las dos categorías principales en las que por lo general se agrupan las leyendas del pueblo maorí de Nueva Zelandia. Los rituales, creencias, y la concepción del mundo de la sociedad maorí se basan en una elaborada mitología que heredaron de su tierra nativa en Polinesia y adaptaron y desarrollaron en su nuevo asentamiento (Biggs 1966:448).

## Formas de las leyendas
Las tres formas principales de expresión en la literatura oral maorí y polinesia son el recitado genealógico, la poesía y la prosa narrativa.

### Recitado genealógico
El recitado de las genealogías ( estaba muy desarrollado en la literatura oral maorí, donde cumplía varias funciones en cuanto al mantenimiento de la tradición. Por una parte servía para proveer un tipo de escala temporal que unificaba a todos los mitos, tradiciones, e historias maoríes, desde el pasado remoto hasta el presente. Por otra parte conectaba a las personas con sus dioses y sus héroes legendarios. Al hacer referencia a determinadas líneas genealógicas, el narrador enfatizaba su conexión con los personajes cuyas proezas se describían, y esta conexión también daba prueba de que el narrador se encontraba habilitado a dirigirse a ellos. "En las genealogías cosmogónicas, que se describen posteriormente, el recitado genealógico se presenta como una forma literaria verdadera. Lo que a primera vista parece una mera lista de nombres es en realidad un relato críptico de la evolución del universo"' (Biggs 1966:447).

### Poesía
La poesía maorí siempre se cantó; se utilizaron ritmos musicales en vez de artefactos lingüísticos para diferenciarla de la prosa. Ni la rima ni la asonancia fueron recursos utilizados por los maoríes, solo cuando un determinado texto es cantado es que la métrica se manifiesta. Las líneas se indican mediante características de la música. El lenguaje de la poesía tiende a diferenciarse desde un punto de vista estilístico del de la prosa. Algunos elementos típicos de la dicción poética son el uso de los sinónimos u opuestos contrastantes, y la repetición de palabras claves. "Las palabras arcaicas son comunes, incluidas varias que han perdido todo significado específico y han adquirido una mística religiosa. A veces son también comunes ciertos vocablos crípticos y el uso de ciertas construcciones gramaticales que no se observan en la prosa." (Biggs 1966:447-448).

### Prosa narrativa
La prosa narrativa constituye el cuerpo principal del material de leyendas maoríes. Algunas parece que pueden haber sido sagradas o esotéricas, pero muchas de las leyendas son historias muy conocidas relatadas como entretenimiento durante las largas noches de invierno. "Sin embargo no se las debe relegar a ser consideradas solo cuentos de hadas a ser disfrutadas como meras historias. Por ejemplo, el mito Māui, era importante no solo como entretenimiento sino que porque también capturaba las creencias del pueblo concernientes con el origen del fuego, de la muerte, y de la tierra en la cual vivían. Los cantos rituales relacionados con hacer fuego, la pesca, y la muerte, entre otros hacen referencia a Māui y derivan su poder de esta referencia" (Biggs 1966:448).

## Mitos

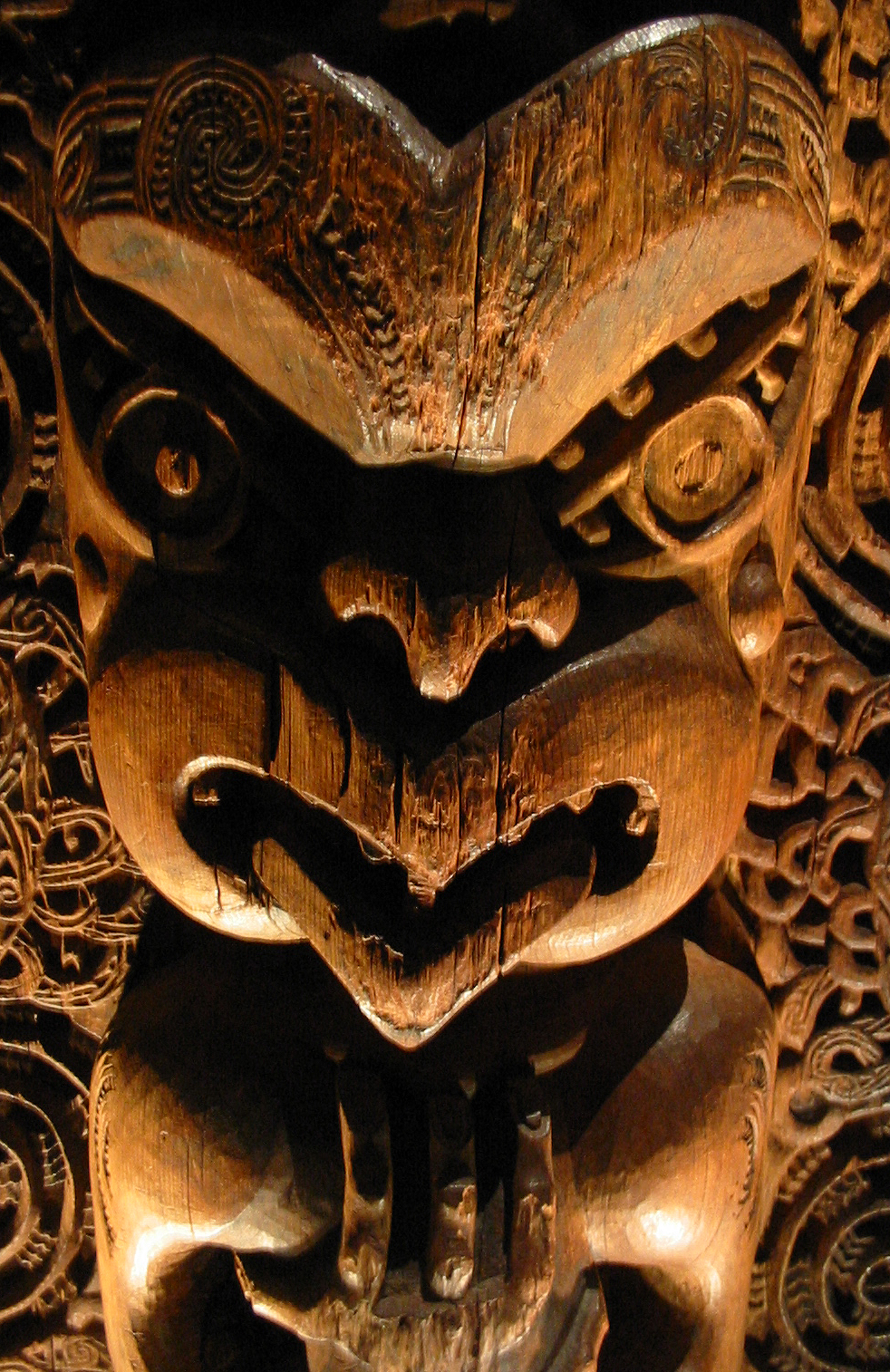
Detalle de un tāhūhū (elemento estructural de una casa), Ngāti Awa, Bahia de la Plenitud, Nueva Zelanda, circa 1840. Se cree que representa o bien a Tūwharetoa o a Kahungunu.

Los mitos se encuentran ambientados en el pasado remoto y su contenido a menudo se relaciona con lo sobrenatural. Ellos representan las ideas maoríes sobre la creación del universo y el origen de los dioses y de las personas. La mitología se ocupa de los fenómenos naturales, el clima, las estrellas y la luna, los peces del mar, las aves del bosque, y los propios bosques. Muchos de los comportamientos culturalmente arraigados de las personas poseen sus raíces en el mito. Tal vez la característica distintiva del mito comparado con una tradición es su universalidad. Cada uno de los mitos principales es conocido mediante alguna versión no solo a lo largo de Nueva Zelanda sino también por toda la Polinesia" (Biggs 1966:448).
La comprensión de los maoríes del desarrollo del universo era expresada en forma genealógica. Estas genealogías existen en numerosas versiones, en las cuales se repiten determinados temas simbólicos. "La evolución puede estar conectada a una serie de períodos de oscuridad (pō) o vacío (kore), cada uno enumerado en secuencia o calificado según un término descriptivo. En algunos casos los períodos de oscuridad son seguidos por períodos de luz (ao). En otras versiones la evolución del universo es comparable a un árbol, con su base, raíces principales, ramificaciones de las raíces y pelos en las raíces. En otro enfoque se compara la evolución con el desarrollo de un niño en el vientre, tal como en la secuencia “la búsqueda, la concepción, el crecimiento, el sentimiento, el pensamiento, la mente, el deseo, el conocimiento, la forma, la vida independiente”. Algunos o todos, estos temas pueden aparecer en la misma genealogía" (Biggs 1966:448).
Las genealogías cosmogónicas son por lo general completadas con los nombres de Rangi y Papa (padre cielo y madre tierra). La unión de esta pareja celestial produce los dioses, y a su debido tiempo todos los seres vivos que moran sobre la tierra (Biggs 1966:448).
El relato más antiguo sobre los orígenes de los dioses y de los primeros seres humanos se encuentra en el manuscrito titulado Nga Tama a Rangi (Los Hijos del Cielo), escrito en 1849 por Wī Maihi Te Rangikāheke, de la tribu Ngāti Rangiwewehi de Rotorua. El manuscrito "posee un relato claro y sistemático de las creencias religiosas maoríes y las creencias sobre el origen de muchos fenómenos naturales, la creación de la mujer, el origen de la muerte, y el surgimiento de la tierra. Ninguna otra versión de este mito se presenta de una manera tan articulada y sistemática, pero todos los relatos antiguos, independientemente de que región o tribu provengan, confirman la validez general de la versión de Rangikāheke. La misma comienza con estas frases: 'Amigos mios, presten atención. El pueblo maorí proviene de una solafuente, el Gran-cielo-que-nos-cubre, y la Tierra-que-se-encuentra-debajo. Según los europeos, Dios creó el cielo y la tierra y todas las cosas. Según los maoríes, el Cielo (Rangi) y la Tierra (Papa) son ellos mismos la fuente' " (Biggs 1966:448).

### Conjunto de mitos maoríes
Según Biggs (1966:448), los componentes principales de la mitología maorí se desarrollan en tres ciclos o complejos de historias:
- Las genealogías cosmogónicas relacionadas con el origen de dios y de las personas

  - Rangi y Papa
  - Hine-nui-te-pō
- El complejo de mitos Māui

  - Māui
  - Irawaru
  - Tinirau y Kae
- El complejo de mitos Tāwhaki

  - Tāwhaki
  - Wahieroa
  - Rātā
  - Matuku-tangotango
  - Tūwhakararo
  - Whakatau
  - Whiro